# 이준 열사 기념관
이준 열사 기념관(Yi Jun Peace Museum)은 대한제국 고종황제의 밀사로 만국평화회의에 파견된 이준이 일본과 영국의 방해로 뜻을 이루지 못하고, 네덜란드 헤이그에서 1907년 7월 14일 병사한 곳을 기념하여 지은 기념관이다. 유럽에 하나 밖에 없는 항일독립운동 유적지로, 1995년 8월 5일 개관했다. 기념관은 헤이그 중심의 차이나타운 중국 대문 근처에 위치하고 있다.

## 개요
이 건물은 1620년에 네덜란드의 전성기에 지어진 고택으로, 가정집, 상가, 극장, 당구장 등으로 사용되어 오다가, 1995년 8월 5일에 이준 기념관으로 개장했다.
이곳은 제2차 만국평화회의가 열리던 1907년에는 ‘드 용’(Hotel De Jong)이라는 호텔이었고, 이곳에는 태극기가 게양되어 고종황제의 밀명을 받은 이준, 이상설, 이위종 등 헤이그의 세 밀사가 이곳에 머물렀다. 현재의 국회의사당 건물인 Ridderzaal에서 개최된 제2차 만국평화회의에 참석하여 을사늑약의 무효와 대한제국의 독립을 세계에 호소하려 하였지만, 당시 만국평화회의 의장국인 러시아 황제의 훈령을 받은 러시아 대표가 입장을 거부하였다. 
이준은 만국평화회의에 입장을 거부당하여 분을 참지 못하고 할복했다고 하나, 이는 당시 뉴스가 정확히 전달되지 않는 시대에 대한매일신보가 낸 오보이거나 지어낸 이야기이다.
또한 이들이 고종의 밀사인가에 대해서도 의문이 많다. 그것은 유일하게 영어와 러시아어를 할 줄 알던 이위종이 낸 성명서가 현지 신문에 실렸는데 이 성명서는 오히려 고종의 폭정을 나열하고 일본이 이를 바로 잡아 줄것을 기대했으나 그렇지 않음을 알리고자 하는 내용이다.
1995년 대한민국의 독립 40주년을 맞아 사단법인 이준 아카데미가 국가보훈처와 한국일보의 후원, 전국경제인연합회의 협찬을 받아 이준기념관을 이곳에서 개관하게 된다.

## 전시물
기념관에는 대한제국 외무대신 박제순이 1902년 2월 16일 제1차 만국평화회의 명예의장인 네덜란드 외부장관 드 보폴트에 보낸 서한과 제2차 만국평화회의 부의장이 드 보폴트의 1907년 7월 3일자 일기, 당시 신문기사 등이 전시되어 있다.

## 운영
평일에는 10시 30분 ~ 5시 30분까지, 토요일은 11시부터 오후 4시까지 전시를 하며, 일요일과 국경일은 휴관일이다.
주소는 Wagenstraat 124A, 2512 BA이다.

## 같이 보기
- 만국평화회의
- 헤이그 특사 사건